# Freud Géza
Freud Géza (Budapest, 1922. január 4. – Ohio, USA, 1979. szeptember 27.) matematikus, a matematikai tudomány doktora (1957), Kossuth-díjas (1959).

## Élete
1939-ben első díjat nyert az Eötvös Társulat fizikai tanulóversenyén, azonban származása miatt nem nyert felvételt az egyetemre. 1943-tól 1945-ig munkaszolgálatos volt, 1950-ben szerzett B-tagozatos gépészmérnöki oklevelet a BME-n. Ezután az ELTE Természettudományi Kar (ELTE TTK) Fizikai Intézetének tanársegédje lett, később pedig aspiráns. 1951-ben résztvevője volt az Elméleti fizikai feladatok c. tankönyv összeállításának. 1954-ben kandidátus lett, s nem sokkal később Fizikai Intézetben differenciálegyenletek osztályának vezetőjévé nevezték ki, mint tudományos főmunkatársat. A Bolyai János Matematikai Társulat Grünwald-díjjal jutalmazta. 1959-ben a matematikai analízis elmélete és gyakorlati alkalmazása terén elért eredményeiért Kossuth-díjban részesült. 1976-tól vendégprofesszorként dolgozott az Ohio State Universityn. Főként a matematikai analízis klasszikus területéhez tartozó interpoláció elmélettel, valamint az ortogonális polinomok elméletével foglalkozott, de a parciális differenciálegyenletek kutatása terén is ért el eredményeket. 131 cikket publikált.

## Fontosabb munkái
- A hidrodinamika matematikai módszerei (Bp., 1955)
- Parciális differenciálegyenletek (Bp., 1958)
- Ortogonale Polynome (Bp.-Berlin-Basel, 1969)